# Овсянка (Самарская область)
Овсянка — посёлок в Пестравском районе Самарской области. Входит в состав сельского поселения Майское.

## История
В 1973 г. Указом Президиума ВС РСФСР посёлок отделения № 1 совхоза «Майский» переименован в Овсянка.

## Население
| 2010 |
| ---- |
| 449  |

## Инфраструктура
Личное подсобное хозяйство с зоной сельскохозяйственного использования, индивидуальная застройка усадебного типа.
Основа экономики — сельское хозяйство. Фельдшерско-акушерский пункт с. Майское 1 отделение

## Транспорт
Автобусное сообщение с райцентром. Остановка общественного транспорта «Овсянка».